# Nörder-Kulltjärnen
Nörder-Kulltjärnen är en sjö i Älvdalens kommun i Dalarna och ingår i Dalälvens huvudavrinningsområde.